# Африканская большая дрофа
Африканская большая дрофа (лат. Ardeotis kori) — вид птиц семейства дрофиных.

## Общая характеристика

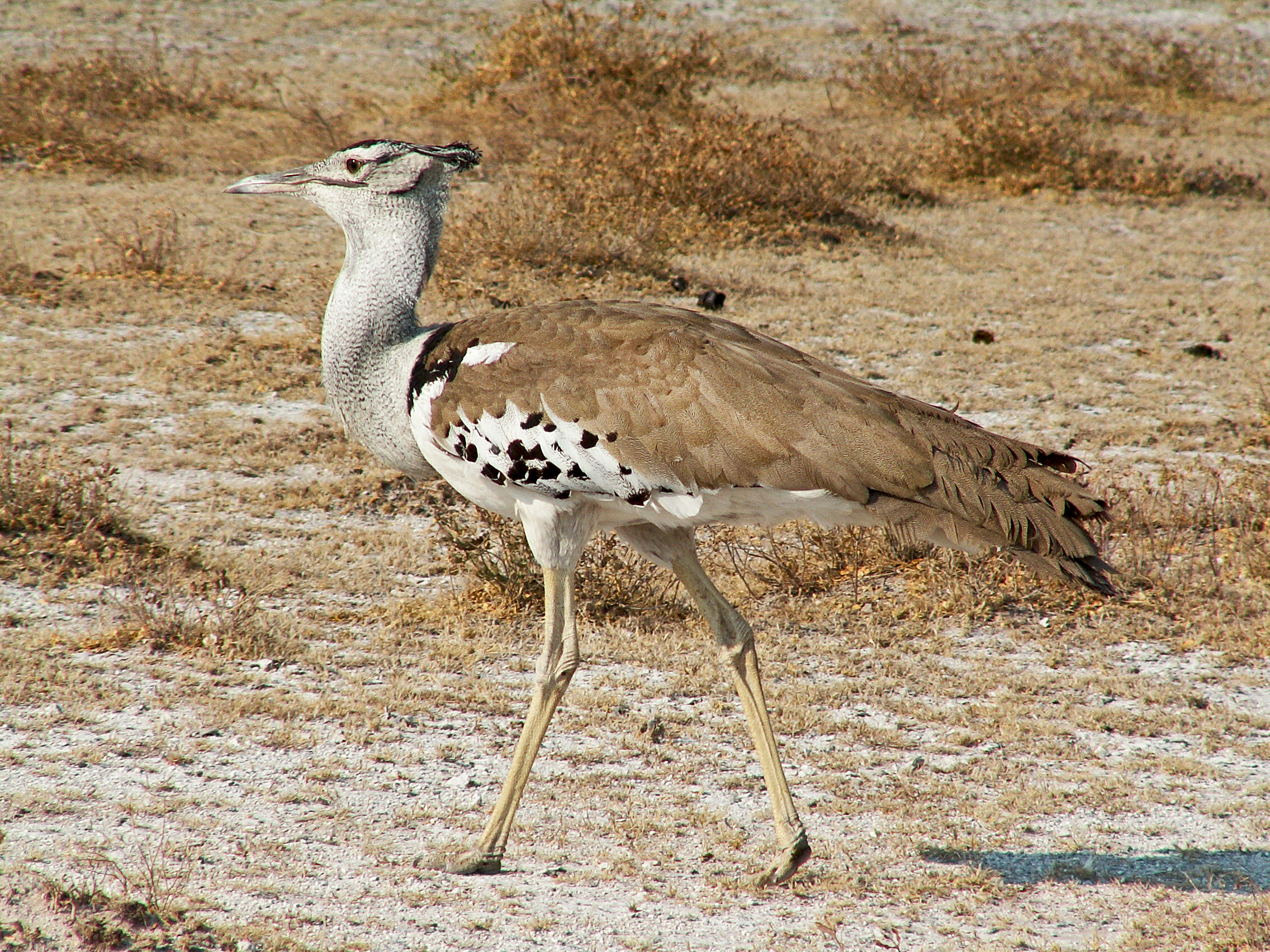
Африканская большая дрофа в Национальном парке Этоша, Намибия

Африканская большая дрофа — птица более крупная, чем обыкновенная дрофа. Самцы достигают 120 см в длину и веса до 19 кг, вероятно это самые тяжёлые летающие птицы среди ныне живущих, самки гораздо меньше самцов (практически на две трети) и весят около 5,5 кг. У этой птицы длинная шея, уплощённая голова с чёрным хохолком на макушке. Голова, шея и брюхо окрашены в серовато-белые тона, спина, крылья и хвост — в бурые.

## Распространение
Африканская большая дрофа населяет открытые пространства Африки, в основном сухие саванны, с низкой травой и небольшими островками деревьев и кустарников.

## Образ жизни и питание
Жить дрофы могут и в одиночку, и небольшими группами, состоящими из 5-7 особей. Наибольшую активность проявляют в утренние и вечерние часы. Большую часть времени птица проводит на земле в поисках корма. Самцы полигамны и защищают свою территорию от других самцов. Период размножения зависит от сезона дождей и, как следствие, от региона обитания. Африканская дрофа всеядна, питается насекомыми, мелкими животными, включая змей и млекопитающих, падалью, семенами, ягодами, корнями и другой растительной пищей.